# 布阿里基島
布阿里基島是基里巴斯的島嶼，位於太平洋海域，屬於阿拉努卡環礁的一部分，長9.8公里、寬1.3公里，面積6.19平方公里，該島北端有機場設施，2005年人口883。
布阿里基岛是阿拉努卡环礁中最大的岛屿。这两个大岛与 Takaeang 一起形成了环礁的三角形，Buariki 构成了基地。

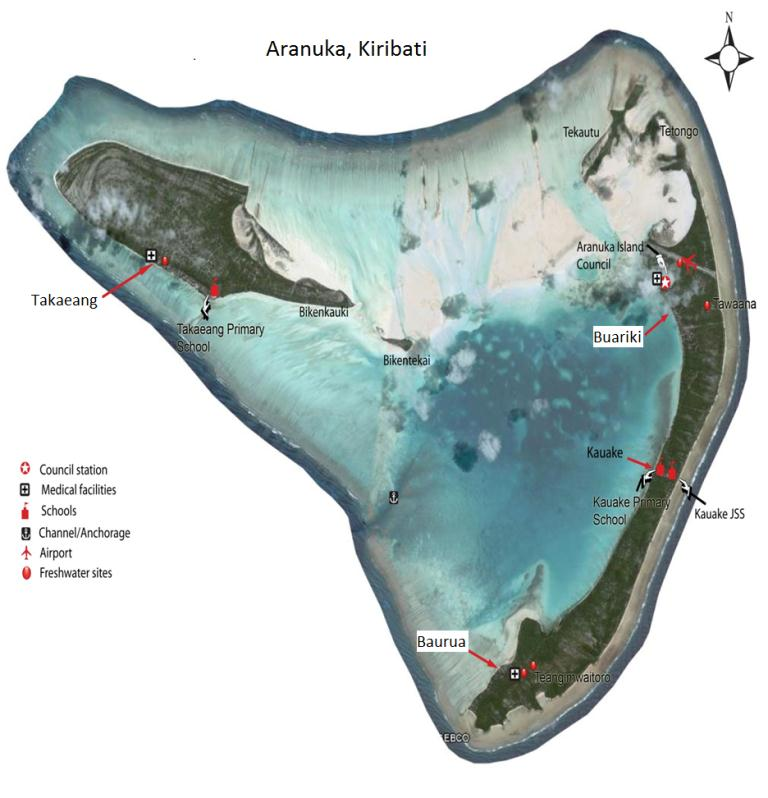
10 Map of Aranuka, Kiribati

0°09′18″N 173°38′17″E / 0.155°N 173.638°E

## 村庄
- 包鲁阿
- 布阿里基

## 航空运输
阿拉努卡机场位于 Buariki 村以北约 1 公里处。